# 伍珀河
伍珀河（德語：Wupper，發音：[ˈvʊpɐ] ⓘ）是德國的河流，屬於萊茵河的右支流，發源自馬林海德附近，河道全長113公里，流域面積827平方公里，平均流量每秒17立方米，河畔城鎮有伍珀塔尔、索林根、雷姆沙伊德和勒沃库森。